# Максиміліан Шелл

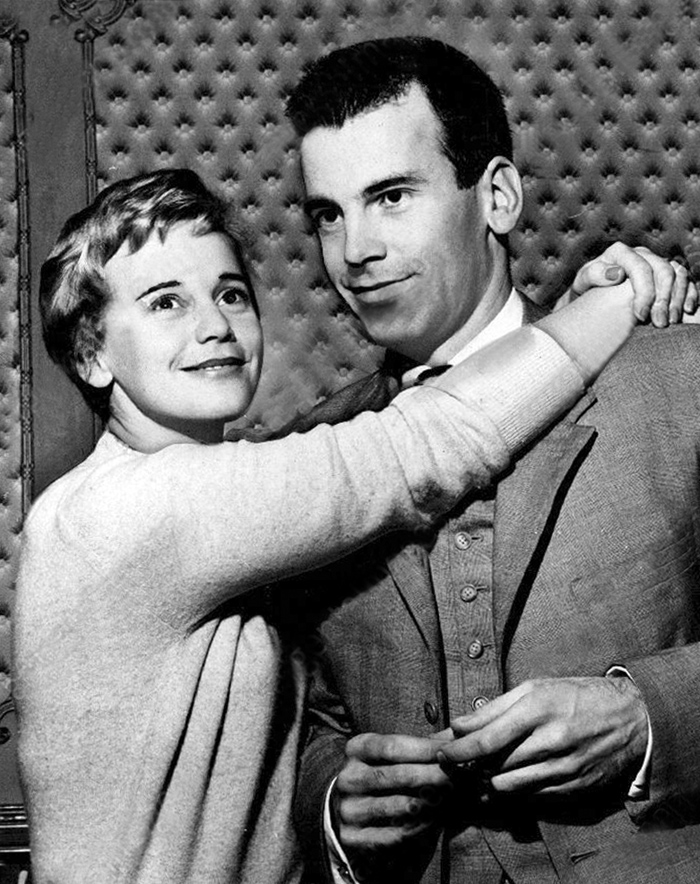
Максиміліан Шелл з сестрою Марією у 1959 році

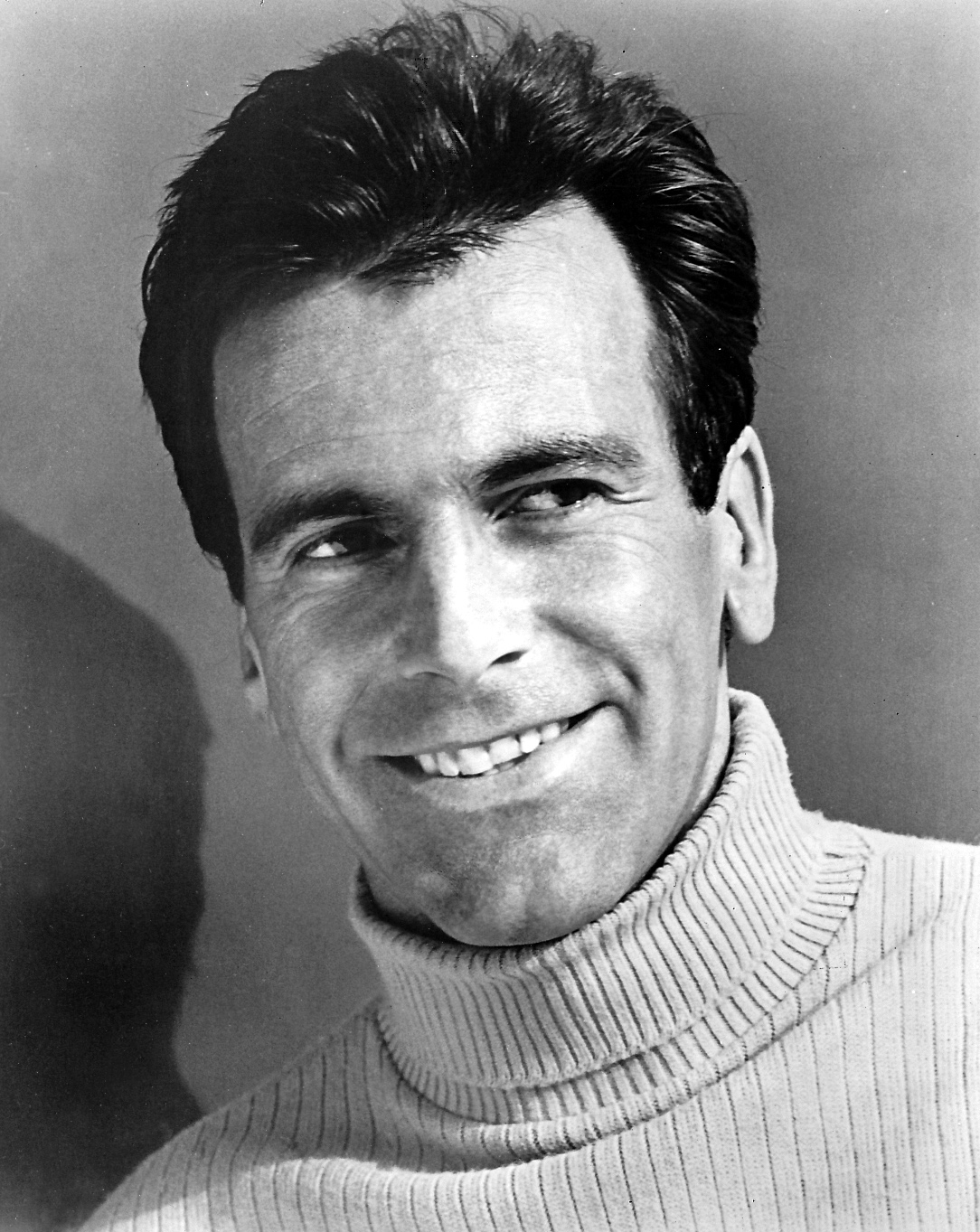
Максиміліан Шелл у 1970 році

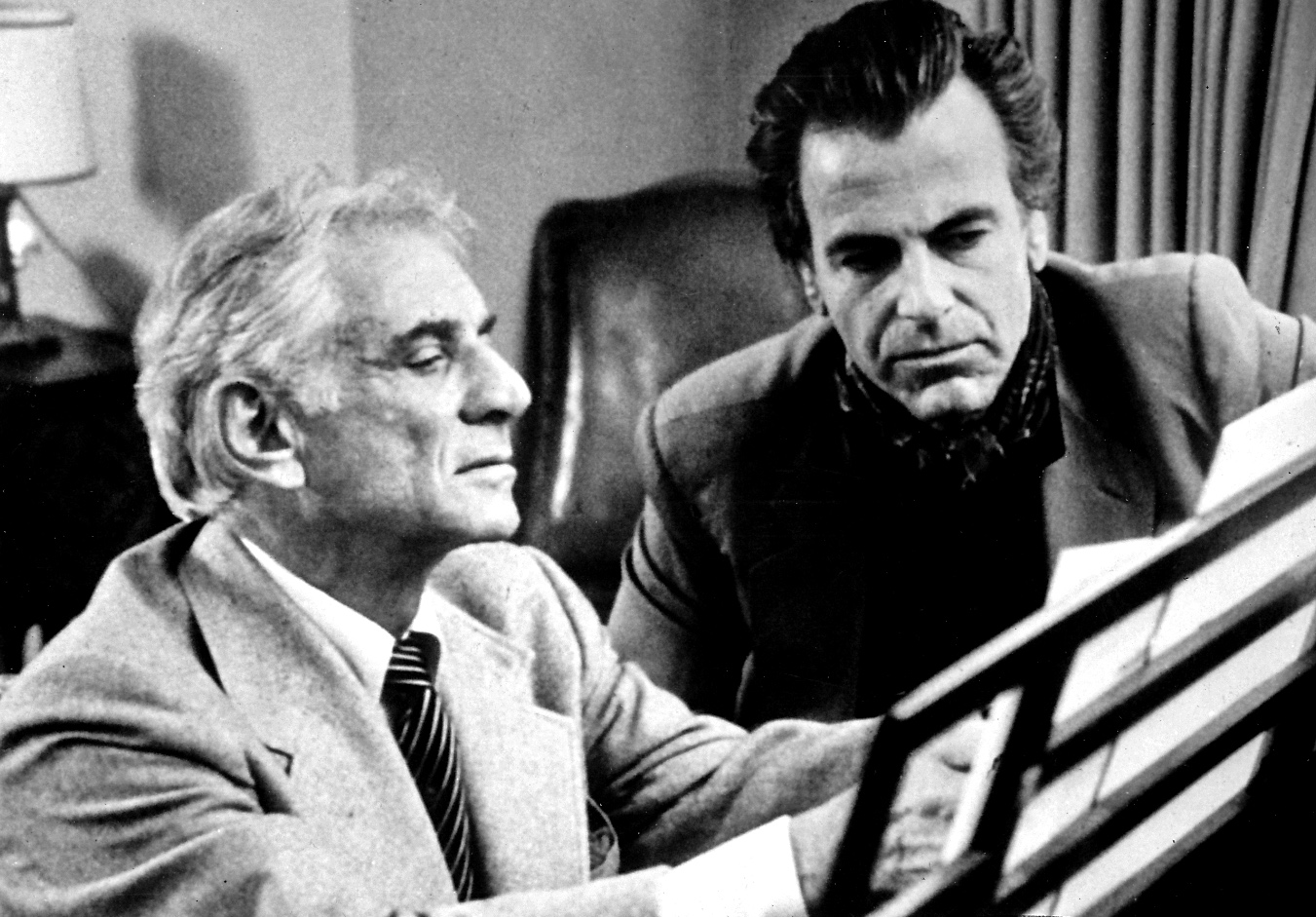
Леонард Бернстайн та Шелл у 1983 році

Максиміліан Шелл (англ. Maximilian Schell; 8 грудня 1930, Відень — 1 лютого 2014, Інсбрук) — австрійський та американський актор, режисер і сценарист, володар премії «Оскар» за найкращу чоловічу роль у фільмі «Нюрнберзький процес» (1961), номінант премій «Золотий глобус» та «Еммі».
Був чоловіком (розлучились у 2005 році) відомої радянської і російської акторки Наталії Андрейченко.

## Дитинство і юність
Шелл народився у Відні, Австрія, в сім'ї Маргарет (уродженої Ное фон Нордберг), актриси, яка керувала акторською школою, і Германа Фердинанда Шелла, швейцарського поета, письменника, драматурга і власника аптеки.. Його батьки були католиками.
Батько Шелла ніколи не був у захваті від того, що Максиміліан стане актором, як і його мати, відчуваючи, що це не може привести до «справжнього щастя». Проте, Шелл був оточений акторською грою з дитинства:
|  | «Я виріс в театральній атмосфері і сприймав це як належне. У дитинстві я пам'ятаю театр, як більшість людей пам'ятають, як готувала їх мати. Акторство було навколо мене, як і поезія. Я дебютував у віденському театрі в віці трьох років.» |

Сім'я Шелл була змушена залишити Відень 1938 року після аншлюсу, коли Австрія була анексована нацистською Німеччиною. Вони переселилися до Цюриху в Швейцарії.
У Цюриху Шелл «виріс, читаючи класику», а коли йому було десять років, написав свою першу п'єсу. Шелл згадує, що в дитинстві, будучи оточеним театром, він сприймав акторську діяльність як належне і спочатку не хотів ставати актором: «Я хотів стати художником, музикантом або драматургом.»
Пізніше Шелл навчався в Цюрихському університеті протягом року, де він ще грав у футбол і був членом команди з веслування, а також писав для газет як позаштатний журналіст. Після закінчення Другої світової війни він переїхав до Німеччини, де вступив до Мюнхенського університету і вивчав філософію й історію мистецтв. Під час канікул він іноді повертався додому до Цюриху або залишався на фермі своєї родини в селі, для того, щоб писати на самоті:
|  | «Мій батько і мій дядько полюють там на оленів, але я не люблю полювати. Я люблю гуляти по лісу на самоті. У 1948 і 1949 роках, коли я написав частину свого першого роману, який я ніколи нікому не показував, я на три місяці ізолював себе в одному з мисливських будиночків, без телефону, без електрики, з теплом тільки від великого відкритого каміна.» |

Потім Шелл повернувся до Цюриху, де він рік служив у швейцарській армії, після чого знову вступив до Цюрихського університету ще на один рік, а потім до Базельського університету на шість місяців. У цей період він професійно грав невеликі ролі, як в класичних, так і в сучасних п'єсах, і вирішив, що присвятить своє життя акторському мистецтву, а не академічній освіті:
|  | «Потім я вирішив, якщо ви вчений або художник... Для мене це набагато важливіше... захоплюватися і відчувати, і бути стимульованим і натхненним... Мистецтво виходить з хаосу, а не з механічного аналізу. Тому, як тільки я ухвалив рішення, більше не було сенсу продовжувати вчитися і отримувати вчений ступінь. Це як нагорода; це нічого не означає саме по собі... Вища освіта - це просто звання. Я не думаю, що художник повинен мати звання. Прийшов час зосередитися на акторській грі.» |

Шелл почав працювати в Базельському театрі.
Рідний брат Шелла, Карл, також був актером, а сестри Марія та Іммі Шелл — актрисами.

## Кар'єра
Дебют Шелла в кіно відбувся в німецькому антивоєнному фільмі «Діти, матері і генерал» (1955). Це була історія про п'ять матерів, які протистояли німецькому генералу на лінії фронту, коли вони дізнались, що їхні сини, деяким з яких всього 15 років, «повинні були стати гарматним м'ясом для Третього рейху». У фільмі знявся Клаус Кінскі в ролі офіцера, а Шелл зіграв роль офіцера-дезертира. Історія, яка, на думку одного з критиків, «зображує безумство продовження війни, яка програна», стане «товарною маркою» для багатьох майбутніх ролей Шелла.
Згодом Шелл знявся ще в семи фільмах, зроблених в Європі, перш ніж вирушити до США. Серед них був фільм «Змова з метою вбивства Гітлера» (1955). Пізніше в тому ж році він зіграв другорядну роль у фільмі «Заколот з чоботом», у якому він грає «чуйного філософа», який використовує етику для приватного обговорення аргументів на користь вбивства Гітлера.
У 1958 році Шелл був запрошений до Сполучених Штатів для участі в бродвейській п'єсі «Interlock» Айри Левіна, в якій Шелл грав роль концертного піаніста-початківця. Він дебютував у Голлівуді в антивоєнному фільмі про Другу світову війну «Молоді леви» (1958) у ролі німецького офіцера, головні ролі у цьому фільмі виконувалі Марлон Брандо і Монтгомері Кліфт. Німецький історик кіно Роберт С. Реймер пише, що фільм, знятий режисером Едвардом Дмитриком, знову спирався на потужний німецький характер Шелла, щоб «зобразити молодих офіцерів, розчарованих війною, яка більше не мала сенсу».
У 1960 році Шелл повернувся до Німеччини і зіграв головну роль в «Гамлеті» Вільяма Шекспіра для німецького телебачення, цю роль він зіграє ще два рази в театральних постановках протягом своєї кар'єри. За словами одного автора, поряд з Лоуренсом Олів'є Шелл вважається «одним з найвеличніших Гамлетів, які коли-небудь існували».
У 1959 році Шелл виконав роль адвоката в телевізійному фільмі «Нюрнберзький процес» і його гра в телевізійній драмі виявилася настільки гарною, що з усіх акторів телефільму тільки його і Вернера Клемперера відібрали для виконання своїх ролей у фільмі Нюрнберзький процес Стенлі Крамера 1961 року. Він отримав премію Оскар за кращу чоловічу роль, яка стала першою перемогою німецькомовного актора з часів Другої світової війни.

## Особисте життя
У 1960-х роках у Шелл була трирічні стосунки з Сорайєю Есфандіярі-Бахтіарі, колишньою дружиною останнього шаха Ірану. З чуток, він був заручений з першої афроамериканської супермоделлю Доньяле Луною в середині 1960-х років. У 1985 році він познайомився з російською актрисою Наталією Андрейченко, на якій одружився в червні 1986 року; їхня дочка Анастасія народилася 1989 року. Після 2002 року, відокремившись від своєї дружини (з якою він розлучився 2005 року), Шелл мав стосунки з Елізабет Мітч. З 2008 року він був романтично пов'язаний з німецької оперною співачкою Івою Міханович; в результаті вони одружилися 20 серпня 2013 року.
Помер 1 лютого 2014 року в віці 83 років в Інсбруку після «раптової і важкої хвороби». Німецька служба телевізійних новин Tagesschau повідомила, що Шелл проходив курс лікування від пневмонії.

## Фільмографія
Знявся в 57 фільмах та серіалах, зокрема:
| Українська назва                       | Назва                              | Рік  | Роль                                                   |
| -------------------------------------- | ---------------------------------- | ---- | ------------------------------------------------------ |
| Діти, матері та генерал                | Kinder, Mütter und ein General     | 1955 | Дезертир                                               |
| Сюжет для вбивства Гітлера             | The Plot to Assassinate Hitler     | 1955 | член гуртка                                            |
| Дорослішання молоді                    | Ripening Youth                     | 1955 | Юрген Сенгебуш                                         |
| Дівчина з Фландрії                     | Ein Mädchen aus Flandern           | 1956 | Олександр Галлер                                       |
| Шлюб доктора Данвіца                   | The Marriage of Doctor Danwitz     | 1956 | Д-р Освальд Гаузер                                     |
| Серце повертається додому              | A Heart Returns Home               | 1956 | Вольфганг Томас                                        |
| Останні будуть першими                 | Die Letzten werden die Ersten sein | 1957 | Лоренц Даррандт                                        |
| «Молоді леви»                          | The Young Lions                    | 1958 | Капітан Гарденберг                                     |
| Чудове літо                            | Ein wunderbarer Sommer             | 1958 | Йозеф Оспел                                            |
| Гамлет                                 | Hamlet, Prinz von Dänemark         | 1961 | Гамлет                                                 |
| «Нюрнберзький процес»                  | Judgment at Nuremberg              | 1961 | Ганс Рольф                                             |
| П'ять вправ для пальців                | Five Finger Exercise               | 1962 | Вальтер                                                |
| Затворники Альтони                     | Les Séquestrés d'Altona            | 1962 | Франц фон Герлах                                       |
| Вимушений святий                       | The Reluctant Saint                | 1962 | Джузеппе                                               |
| «Топкапі»                              | Topkapı                            | 1964 | Вальтер Гарпер                                         |
| Повернення з попелу                    | Return from the Ashes              | 1965 | Станіслав Пілігрим                                     |
| Доктор і диявол                        | The Doctor and the Devil           | 1965 |                                                        |
| Смертельна справа                      | The Deadly Affair                  | 1966 | Дітер Фрей                                             |
| Відчайдушні                            | The Desperate Ones                 | 1967 | Марек                                                  |
| Контрапункт                            | Counterpoint                       | 1967 | Генерал Шиллер                                         |
| Замок                                  | The Castle                         | 1968 | 'K.'                                                   |
| Гайді                                  | Heidi                              | 1968 | Річард Сессеман                                        |
| Кракатау, на схід від Яви              | Krakatoa, East of Java             | 1968 | Капітан Гансон                                         |
| Сімон Болівар                          | Simón Bolívar                      | 1969 | Сімон Болівар                                          |
| Перше кохання                          | Erste Liebe                        | 1970 | Батько                                                 |
| Пауліна 1880                           | Paulina 1880                       | 1972 | Мікеле Кантаріні                                       |
| Папеса Іоанна                          | Pope Joan                          | 1972 | Адріан                                                 |
| Пішохід                                | The Pedestrian                     | 1973 | Андреас Гізе                                           |
| Досьє ОДЕССА                           | The Odessa File                    | 1974 | Едуард Рошманн                                         |
| Репетиція                              | The Rehearsal                      | 1974 |                                                        |
| Людина в скляній будці                 | The Man in the Glass Booth         | 1975 | Артур Голдман                                          |
| Суддя і його кат                       | Der Richter und sein Henker        | 1975 | Роберт Шмід на аудіокасеті                             |
| День, який потряс світ                 | The Day That Shook the World       | 1975 | Джуро Сарач                                            |
| Сент Айвз                              | St. Ives                           | 1976 | Доктор Джон Констейбл                                  |
| Залізний хрест                         | Cross of Iron]]                    | 1977 | Гауптман фон Странський                                |
| «Міст надто далеко»                    | A Bridge Too Far                   | 1977 | Обергруппенфюрер і генерал Ваффен-СС Вільгельм Біттріх |
| «Джулія»                               | Julia                              | 1977 | Йоганн                                                 |
| Гравці                                 | Players                            | 1979 | Марко                                                  |
| Історії Віденського лісу               | Geschichten aus dem Wienerwald     | 1979 | Відвідувач театру                                      |
| Експрес-лавина                         | Avalanche Express                  | 1979 | Микола Бунін, полковник КДБ                            |
| Разом?                                 | Together?                          | 1979 | Джованні                                               |
| Чорна діра                             | The Black Hole                     | 1979 | Доктор Ганс Рейнхард                                   |
| Щоденник Анни Франк                    | The Diary of Anne Frank            | 1980 | Отто Франк                                             |
| Тріумфальна арка                       | Arch of Triumph                    | 1980 |                                                        |
| Обрані                                 | The Chosen                         | 1981 | Професор Девід Мальтер                                 |
| Привид опери                           | The Phantom of the Opera           | 1983 | Шандор Корвін                                          |
| Острови                                | Les Îles                           | 1983 | Фабріс                                                 |
| Людина під підозрою                    | Man Under Suspicion                | 1984 | Адвокат Ландау                                         |
| Підпілля Ассізі                        | The Assisi Underground             | 1985 | Полковник Мюллер                                       |
| Петро Перший                           | Peter the Great                    | 1986 | Петро I                                                |
| Сміх у темряві                         | Laughter in the Dark               | 1986 |                                                        |
| Американське місце                     | An American Place                  | 1988 | Альфред Штігліц                                        |
| Сад троянд                             | The Rose Garden                    | 1989 | Аарон                                                  |
| Першокурсник                           | The Freshman                       | 1990 | Ларрі Лондон                                           |
| Молода Катерина                        | Young Catherine                    | 1991 | Фрідріх II                                             |
| Міс Роуз Вайт                          | Miss Rose White                    | 1992 | Мордехай Вайс                                          |
| Сталін                                 | Stalin                             | 1992 | Ленін                                                  |
| У полоні пісків                        | A Far Off Place                    | 1993 | Полковник Мопані Терон                                 |
| Правосуддя                             | Justice                            | 1993 | Ісаак Колер                                            |
| Свічки в темряві                       | Candles in the Dark                | 1993 | Полковник Аркуш                                        |
| Авраам                                 | Abraham                            | 1994 | Фараон                                                 |
| Маленька Одеса                         | Little Odessa                      | 1994 | Аркадій Шапіра                                         |
| Ті, що співають у терні: Втрачені роки | The Thorn Birds: The Missing Years | 1996 | Кардинал Вітторіо ді Контіні-Верчезе                   |
| Війни вампірів                         | The Vampyre Wars                   | 1996 | Родан                                                  |
| Через троянди                          | Through Roses                      | 1997 | Карл Штерн                                             |
| Брехати в Америці                      | Telling Lies in America            | 1997 | Доктор Іштван Йонас                                    |
| Вісімнадцятий Ангел                    | The Eighteenth Angel               | 1998 | Отець Симеон                                           |
| Залишений багаж                        | Left Luggage                       | 1998 | Містер Сілбершмідт                                     |
| Вампіри                                | Vampires                           | 1998 | Кардинал Альба                                         |
| Зіткнення з безоднею                   | Deep Impact                        | 1998 | Джейсон Лернер                                         |
| «Жанна д'Арк»                          | Joan of Arc                        | 1999 | Брат Жан                                               |
| Хто любить, у того ростуть крила…      | Wer liebt, dem wachsen Flügel…     | 1999 | Гогберг                                                |
| Я кохаю тебе, крихітка                 | I Love You, Baby                   | 2000 | Вальтер Екланд                                         |
| Намети Фісіми                          | Fisimatenten                       | 2001 | Poser                                                  |
| Фестиваль в Каннах                     | Festival in Cannes                 | 2001 | Віктор Ковнер                                          |
| Від узбережжя до узбережжя             | Coast to Coast                     | 2003 | Казимир                                                |
| Будинок сплячих красунь                | The House of Sleeping Beauties     | 2006 | Когі                                                   |
| Збирачі черепашок                      | The Shell Seekers                  | 2006 | Лоуренс Стерн                                          |
| Брати Блум                             | The Brothers Bloom                 | 2008 | Diamond Dog                                            |
| Чорні квіти                            | Flores negras                      | 2009 | Якоб Крістнен                                          |
| Розбійники                             | Les brigands                       | 2015 | Містер Ешер                                            |